# Joaquín de Orbegoso
Joaquín Martín Buenaventura de Orbegoso Seoane (Miraflores, Lima; 24 de junio de 1979) es un actor y presentador peruano de ascendencia española. Es conocido principalmente por interpretar a Mike Miller en la serie de televisión Al fondo hay sitio.

## Biografía
Es hijo del pintor Guillermo de Orbegoso Orbegoso y de Regina Seoane Morla; es medio hermano de la actriz Katia Condos. Además, estudia la carrera de Psicología en la Pontificia Universidad Católica del Perú.
Empieza en televisión con roles menores en las telenovelas Torbellino, Boulevard Torbellino y Qué buena raza. 
También, como actor, es dirigido en algunas ocasiones por Raúl Loayza-Espichán. 
En 2004, participa en la serie Así es la vida como Rafael Mendoza. En 2005, actúa en la obra teatral Actos indecentes: Los tres juicios de Oscar Wilde (Gross Indecency: The Three Trials of Oscar Wilde) de Moisés Kaufman.
En 2008, protagoniza la obra teatral No te preocupes, ojos azules, bajo la dirección de Alberto Ísola; y actúa en el cortometraje Desencuentro. Además, empieza a conducir el mismo año el programa Mamá por siempre por el canal FEM. 
En el teatro en 2009, actúa en el drama El cine Edén (L'Eden Cinema) de Marguerite Duras, y en las comedias ¿Dónde está el idiota? e Incierto Concierto.
En 2010, ingresa al elenco principal de la serie Al fondo hay sitio en el papel de Mike Miller. En mayo del 2011, se estrena el musical Amor sin barreras (West Side Story) en el Teatro Municipal de Lima, donde Joaquín interpreta a Riff Lorton. Siguió en el teatro en la reposición de Escuela de Payasos.
En 2011, actúa en la telenovela Ana Cristina de ATV como Lucho, y seguidamente tiene un rol antagónico en Corazón de fuego, de la misma televisora como Mateo Salazar Montenegro. Luego de la telenovela, se reintegra al elenco principal de la serie Al fondo hay sitio en 2012.
En 2018, participa como antagonista en la serie Ojitos hechiceros como Andrés Luján.

## Vida privada
Es hermano, por parte de madre, de la actriz Katia Condos.

## Filmografía

### Cine
| Año  | Título                 | Personaje           | Notas        | Ref. |
| ---- | ---------------------- | ------------------- | ------------ | ---- |
| 2007 | You don't want to know |                     |              |      |
| 2008 | Desencuentro           | Martín / "Eduardo"  | Cortometraje |      |
| 2008 | Ojos de Fuego          | Patrick             |              |      |
| 2009 | Don't panic            | Gaspar              | Cortometraje |      |
| 2013 | Plexus                 | O'Mara              | Cortometraje |      |
| 2013 | Rocanrol 68            |                     | Largometraje |      |
| 2013 | Rocanrol 68            | Rol Principal       |              |      |
| 2017 | Me haces bien          |                     |              |      |
| 2018 | Rosa mística           | Bartolomé de Osnayo |              |      |
| 2024 | La herencia de Flora   | Chazal              |              |      |

### Televisión

#### Series y telenovelas
| Año       | Título                                        | Personaje                                                                           | Notas                                              | Ref.          |
| --------- | --------------------------------------------- | ----------------------------------------------------------------------------------- | -------------------------------------------------- | ------------- |
| 1997      | Torbellino                                    | Pedro                                                                               | Rol Secundario                                     |               |
| 1998      | Boulevard Torbellino                          | Pedro                                                                               | Rol Secundario                                     |               |
| 2002      | Qué buena raza                                | Boby / "Secuestrador"                                                               | Rol Recurrente                                     |               |
| 2004–2007 | Así es la vida                                | Rafael Mendoza Berckemeyer / "El Loco"                                              | Rol Antagónico Protagónico                         |               |
| 2008      | Así es la vida                                | Rafael Mendoza Berckemeyer / "El Loco"                                              | Rol de Invitado Especial                           |               |
| 2005      | Las vírgenes de la cumbia                     | Franklin "Coyote"                                                                   | Rol Principal                                      |               |
| 2006      | Esta sociedad                                 | Profesor de Gimnasia                                                                | Rol de Invitado Especial                           |               |
| 2006      | Las vírgenes de la cumbia 2                   | Franklin "Coyote"                                                                   | Rol Principal                                      |               |
| 2007      | Por la Sarita                                 | Hernan                                                                              | Rol Principal                                      |               |
| 2008      | Dina Páucar: El sueño continúa                | Diego                                                                               | Rol Secundario                                     |               |
| 2008      | Magnolia Merino, la historia de un mounstruo  | Marcelo Benavides                                                                   | Rol Principal                                      |               |
| 2009      | Rita y Yo y mi otra Yo                        | Padre Amaro                                                                         | Rol Recurrente                                     |               |
| 2010      | Matadoras                                     | Eloy                                                                                | Rol Principal                                      |               |
| 2010      | Matadoras                                     | Eloy                                                                                | Acreditado como Joaquín de Orbegozo                |               |
| 2010      | Al fondo hay sitio                            | Michael (Maicol) "Mike" Miller Villavicencio/ "El gringo atrasador"/ "Maldito Mike" | Rol Antagónico Principal                           |               |
| 2012–2013 | Al fondo hay sitio                            | Michael (Maicol) "Mike" Miller Villavicencio/ "El gringo atrasador"/ "Maldito Mike" | Rol Antagónico Reformado                           |               |
| 2016      | Al fondo hay sitio                            | Michael (Maicol) "Mike" Miller Villavicencio/ "El gringo atrasador"/ "Maldito Mike" | Rol Recurrente                                     |               |
| 2023      | Al fondo hay sitio                            | Michael (Maicol) "Mike" Miller Villavicencio/ "El gringo atrasador"/ "Maldito Mike" | Rol Antagónico principal                           |               |
| 2011      | Ana Cristina                                  | Luis "Lucho"                                                                        | Rol Secundario                                     |               |
| 2011–2012 | Corazón de fuego                              | Mateo "Teo" Salazar Montenegro                                                      | Rol Antagónico Principal                           |               |
| 2014      | Mi amor, el wachimán 3                        | Baltazar "Babur" De la Guerra                                                       | Rol Antagónico Secundario                          | [ 10 ] [ 11 ] |
| 2015      | 7 perros (Piloto)                             | Alejandro Castillo                                                                  | Rol Principal                                      |               |
| 2016–2017 | VBQ: Todo Por La Fama                         | Alonso Jorge Carlos Souza-Sanguinetti Pastor                                        | Rol Principal                                      |               |
| 2018      | VBQ: Empezando a vivir                        | Alonso Jorge Carlos Souza-Sanguinetti Pastor                                        | Rol Principal                                      |               |
| 2018      | Mi Angelito eres tú (Piloto)                  | Omar                                                                                | Rol Antagónico Principal                           |               |
| 2018–2019 | Ojitos hechiceros 2: Un amor a prueba de todo | Dr. Andrés Luján Portillo                                                           | Rol Antagónico Principal                           |               |
| 2020      | La otra orilla                                | Álvaro Astudillo                                                                    | Rol Principal                                      |               |
| 2020      | La otra orilla                                | Álvaro Astudillo                                                                    | Acreditado como Joaquín de Orbegozo                |               |
| 2021      | Los otros libertadores                        | Gobernador Antonio Juan de Arriaga y Gurbista                                       | Rol Antagónico Secundario                          |               |
| 2025      | La Rosa de Guadalupe Perú                     | Ramiro / Gabriel                                                                    | Antagonista (Episodio: «Tenerte entre mis brazos») |               |
| 2024-2025 | #PobreNovio                                   | Eduardo Salazar                                                                     | Rol Antagónico Protagónico                         |               |

#### Programas
| Año           | Título           | Rol      | Notas                                                                                              | Ref. |
| ------------- | ---------------- | -------- | -------------------------------------------------------------------------------------------------- | ---- |
| 2007          | Mad Science      | Él mismo | Presentador                                                                                        |      |
| 2009–2010     | Mamá por siempre | Él mismo | Presentador                                                                                        |      |
| 2013          | El gran show     | Él mismo | Invitado Especial (Secuencia: El desafío) (Con Nataniel Sánchez y el elenco de Al fondo hay sitio) |      |
| 2021–presente | Hecho a mano     | Él mismo | Presentador                                                                                        |      |
| 2022          | En boca de todos | Él mismo | Invitado Especial                                                                                  |      |
| 2022          | Noche de patas   | Él mismo | Invitado Especial                                                                                  |      |

### Vídeos musicales
| Año  | Título                      | Personaje   | Notas                              |
| ---- | --------------------------- | ----------- | ---------------------------------- |
| 2010 | Gringo atrasador            | Mike Miller | Tema de Erick Elera                |
| 2010 | El rap del gringo atrasador | Mike Miller | Tema de Erick Elera y Andrés Wiese |
| 2013 | Hoy solo quisiera           | Mike Miller | Tema de Natalia Salas              |
| 2016 | Al fondo hay sitio          | Mike Miller | Tema de Tommy Portugal             |
| 2016 | Las Lomas                   | Mike Miller | Tema de Juan Carlos Fernández      |
| 2020 | Canta fuerte                | Él mismo    |                                    |
| 2023 | Atrasadoc                   | Mike Miller | Tema junto a Erick Elera           |

### Spots publicitarios
- Frugo Kards: Al fondo hay sitio (2010) como Mike Miller.

### Giras televisivas
- Al fondo hay sitio: Festival Peruano de Nueva Jersey (2010).
- Al fondo hay sitio: Estadio Santa Cruz de Bolivia (2010).
- Al fondo hay sitio: Estadio Santa Cruz de Bolivia (2012).

## Teatro
| Año  | Título                                                                                               | Personaje          | Notas                                                             | Ref. |
| ---- | --- | ------------------ | ----------------------------------------------------------------- | ---- |
| 2004 | Sólo por miedo                                                                                       |                    |                                                                   |      |
| 2005 | Actos indecentes: Los tres juicios de Oscar Wilde (Gross Indecency: The Three Trials of Oscar Wilde) |                    | Dirección: Moisés Kaufman                                         |      |
| 2005 | Manzanas para recordar                                                                               |                    |                                                                   |      |
| 2006 | Círculo de Arena                                                                                     | "El Lacayo"        |                                                                   |      |
| 2007 | Adiós al camino amarillo                                                                             | Marcial            | Rol Principal                                                     |      |
| 2007 | Canta la cloaca                                                                                      | Pedro Pablo        | Teatro: Teatro Montecarlo                                         |      |
| 2008 | Chau Misterix                                                                                        | "Chiche"           | Teatro: Centro Cultural PUCP                                      |      |
| 2008 | No te preocupes, ojos azules                                                                         | Kurt Donald Cobain | Rol Protagónico Dirección: Alberto Ísola                          |      |
| 2008 | Cuatro amigos en busca de la chompa perdida                                                          | El conejo Vicente  | Teatro: Teatro La Plaza                                           |      |
| 2009 | ¿Dónde está el idiota?                                                                               | Solo Blanco        | Teatro:Teatro Peruano Japonés                                     |      |
| 2009 | El cine Edén (L'Eden Cinema)                                                                         | Joseph             | Teatro: Teatro de la Alianza Francesa Dirección: Marguerite Duras |      |
| 2009 | Incierto Concierto                                                                                   | Gordillo           | Teatro: Teatro La Plaza                                           |      |
| 2010 | El enfermo imaginario                                                                                | Cleanto            | Teatro: Teatro La Plaza                                           |      |
| 2010 | Escuela de Payasos (Reposición)                                                                      | Pompeyo            | Teatro: Teatro La Plaza                                           |      |
| 2010 | Al fondo hay sitio                                                                                   | Mike Miller        | Rol Principal                                                     |      |
| 2012 | Al fondo hay sitio                                                                                   | Mike Miller        | Rol Principal                                                     |      |
| 2011 | Amor sin barreras (West Side Story)                                                                  | Riff Lorton        | Teatro:Teatro Municipal de Lima Fecha: 2 de junio –10 de julio    |      |
| 2011 | Escuela de Payasos (Reposición)                                                                      | Pompeyo            | Teatro: Teatro Luigi Pirandello                                   |      |
| 2013 | Sueños de un seductor                                                                                | Bill               | Teatro: Teatro Larco                                              |      |
| 2013 | El cine Edén (L'Eden Cinema)                                                                         | Joseph             | Teatro: Teatro de la Alianza Francesa Dirección: Marguerite Duras |      |
| 2014 | Mi amor, el wachimán 3: El musical                                                                   | Babur De La Guerra | Rol Antagónico Secundario                                         |      |
| 2017 | Taller de reparaciones                                                                               |                    | Rol Principal                                                     |      |
| 2019 | Ojitos hechiceros 2: El musical                                                                      | Andrés Luján       | Rol Antagónico Principal                                          |      |

## Discografía

### Temas musicales
- «Canta fuerte» (2020) (Con varios artistas).

## Literatura

### Revistas
- ¡Hola! Perú como Modelo de portada.

### Álbumes
- Al fondo hay sitio: Segunda Temporada (2010) como Mike Miller (Imagen).
- Mi amor, el wachimán 3 (2014) como Babur De La Guerra (Imagen).

## Eventos

### Circos
- Circo de Al fondo hay sitio (2010) como Mike Miller (Él mismo).

## Premios y nominaciones
| Año  | Premio                       | Categoría                        | Trabajo                | Resultado | Ref.   |
| ---- | ---------------------------- | -------------------------------- | ---------------------- | --------- | ------ |
| 2017 | Premios Luces de El Comercio | Mejor Actor de Reparto de Teatro | Taller de reparaciones | Nominado  | [ 12 ] |